# Cristian Cásseres
Cristian Cásseres (Caracas, 29 de junho de 1977) é um futebolista venezuelano que atua como atacante.

## Carreira
Cristian Cásseres integrou a Seleção Venezuelana de Futebol na Copa América de 1999, 2001 e 2004.